# Magyar Balázs (hadvezér)

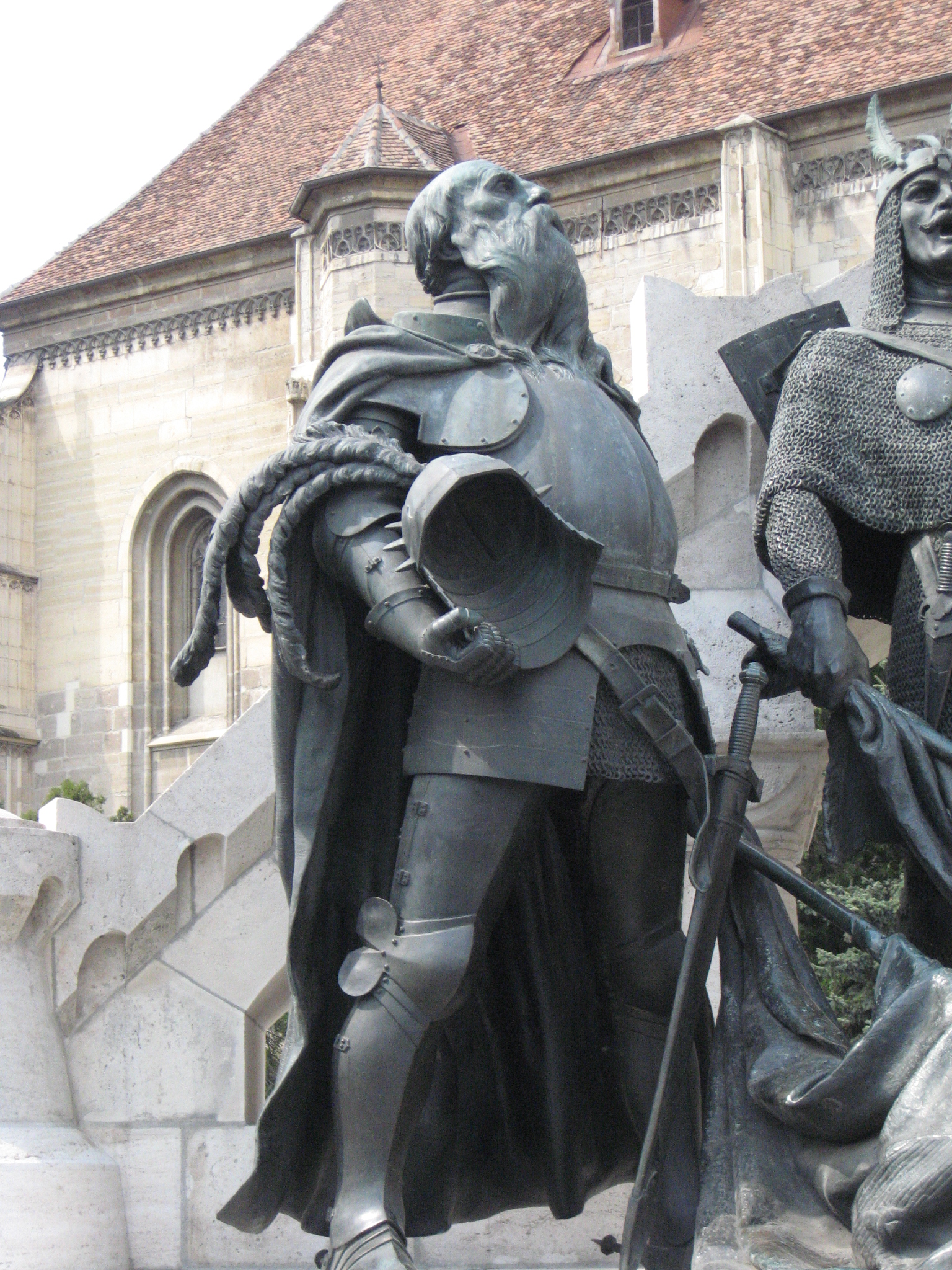
A hagyomány szerint a kolozsvári Mátyás király emlékmű egyik mellékalakja Magyar Balázst ábrázolja

Mérai Magyar Balázs (1410? – 1491 után) magyar hadvezér, Magyar Benigna apja.

## Élete
Születési ideje ismeretlen. Egyes források szerint a Kolozsvár melletti Mérából származott. Így örökölhette nevét is. Erre lehet következtetni a róla szóló legenda alapján is, mely szerint jobbágycsaládból származott. Viszont a történészek teljesen valószínűtlennek tartják, hogy ennyire alacsony sorból származott volna. Más források arról tanúskodnak, hogy 1410 körül látta meg a napvilágot Kassán, ahol zsoldosként tevékenykedett. 1438-ban Albert király parancsára a krakkói udvarba indul, hogy lebeszélje a fiatal Ulászlót a csehek elleni háborúról. Egyetlenegy ismert fivére Magyar Kelemen (fl. 1459–1476), hadvezér, földbirtokos.
Hunyadi János alatt kezdett katonáskodni,ugyanis 1440-ben már a híres törökverő szolgálatában állt. 1450-ben Magyar Balázs már "capitaneus in monte Thabor"-nak címezi magát egy levélben, melyet Bártfa városának küldött. 1455-ben az oklevelek tanúsága szerint a Magyar fivéreket hatalmaskodás vádjával marasztalják el, amit a jobbágyok kárára követtek el. Később Hunyadi Mátyás a husziták és a csehek ellen vezetett háborúiban vett részt a fekete sereg hadvezéreként. Mátyás király állandó zsoldoshadserege, a fekete sereg (legio nigra) a korabeli Európa legjelentősebb és legerősebb hadserege volt. 1462-ben lett a Felvidék kapitánya, nyolc évvel később a déli határok védelmének vezetését vette át. 1470-72-ben, 1473-74-ben és 1482-83-ban horvát-szlavón bán, 1473-75-ben erdélyi vajda volt. Támogatta a moldvai vajdát,aki elismerte a magyar király fennhatóságát. A vaslu-i csatában 1475. január 10.-én a moldvai csapatokkal együtt harcolt a törökök ellen és elsöprő győzelmet arattak az ellenség felett.  1479-ben sikertelenül védte Veglia szigetét a velenceiekkel szemben. 1480. augusztus 10-én török had szállt partra Otrantónál. Mátyás király, apósa, Ferdinánd nápolyi király megsegítésére 1000 főnyi magyar különítményt küldött az Appennini-félszigetre, aminek szintén Magyar Balázs volt a vezetője és visszavette Otrantót a törököktől. Hunyadi Mátyás halálát követően Ulászló ellenében a lengyel párt híve lett és János Albert herceget támogatta, aki sereggel tört be Magyarországra. 1490-ben Kassa alatt a lengyel haderőt vezetve legyőzte Beatrix királyné seregét. Az idős hadvezér 1492-ben távozott az élők sorából, hiszen 1491-ben Albert és Ulászló békét kötöttek, melynek értelmében előbbi 6000 lovast ajánlott fel fivérének a törökök ellen, Magyar Balázs vezénylete alatt. 1492-ben említik utoljára a források őt, amikor megbontja birtokai egységét azzal, hogy a nosici bíróságot eladta Puchói Ambrusnak. Ezt követően nem szerepel többet az oklevelekben, valószínűleg egyik felvidéki birtokán érte a halál. Nyughelye nem ismert, sírköve is ismeretlen helyen lappang.
A királytól dunántúli és trencséni birtokokat kapott, amelyeket Benigna lánya és annak férje, Kinizsi Pál örököltek. Ilyen birtok volt Nagyvázsony is, ahol Kinizsivel közösen 1481-ben kolostort alapítottak.